# Tuponia mixticolor
Tuponia mixticolor är en insektsart som först beskrevs av Costa 1862.  Tuponia mixticolor ingår i släktet Tuponia och familjen ängsskinnbaggar. Inga underarter finns listade i Catalogue of Life.